# Henri Galeron
Henri Galeron (* 4. Dezember 1939 in Saint-Étienne-du-Grès)  ist ein französischer Illustrator und Briefmarkenkünstler.

## Leben
Henri Galeron studierte an der École des Beaux-Arts in Marseille, wo er 1961 diplomierte. Nach einigen Jahren Berufstätigkeit im Verlagswesen arbeitet Galeron seit 1974 als freier Künstler, vorrangig im Bereich Buchillustration. Unter anderem illustrierte er Texte von unter anderem Franz Kafka, Roald Dahl oder Lewis Carroll. 1985 wurde Galeron mit dem Prix Honoré ausgezeichnet. 1997 begann er, auch Briefmarken für die französische Post zu entwerfen. Von 1987 bis 1990 unterrichtete Galeron Illustration an der École Émile Cohl in Lyon.
Galeron gestaltet Buchumschläge, Zeitschriften- und CD-Cover, Spiele und vieles mehr. Er lebt und arbeitet in Montrouge.

## Bücher
- Tom et son ombre de Zoé Galeron, Gallimard, 2006
- L’homme qui voulait apprendre à marcher aux poissons, Text von Patrick Couratin nach Edward Lear, Panama, 2008
- Monsieur de Marie-Ange Guillaume, Text von Patrick Couratin, Panama, 2008
- Bouche cousue, Text von François David, Motus, 2010
- Chacun Son Tour, Text von Gilbert Laffaille, Les Grandes Personnes, 2011
- Moinsieur, Text von Marie-Ange Guillaume, Les Grandes Personnes, 2011
- Le Chacheur, Text von Bernard Azimuth, Les Grandes Personnes, 2001 (dt. Ausgabe: Der Jäger und sein Hund, Verlagshaus Jacoby & Stuart, 2011)

## Briefmarken
- Le voyage d’une lettre – 6er-Serie – 1997
- Meilleurs voeux – 1998
- La lettre au fil du temps – 6er-Serie – 1998
- Fêtes de fin d’année – Croix rouge française – 2000
- Rocamadour (Lot) – 2002

## Preise
- Prix Honoré 1985